# Amyl
L'Amyl (in russo  Амыл?) è un fiume della Russia asiatica, nella Siberia meridionale, che appartiene al bacino dello Enisej. Il fiume scorre nel Karatuzskij rajon del Territorio di Krasnojarsk.
Il nome del fiume, di origine turca, significa "tranquillo, silenzioso, calmo".

## Geografia
Dalla confluenza dell'Amyl con il Kazyr, ha origine il fiume Tuba, affluente di destra dello Enisej. L'Amyl ha la sua sorgente sul versante settentrionale della cresta Kurtušibinskij (Куртушибинский хребет) tra i monti Sajany occidentali (Западный Саян). La lunghezza del fiume è di 257 km, l'area del bacino è di 9500 km². Suoi principali affluenti sono i fiumi Kandat e Kop' (Кандат, Копь) da destra; Šadat (Шадат) da sinistra.
Nella parte superiore, l'Amyl scorre in una stretta valle che via via si espande fino a diventare una larga pianura alluvionale. La copertura del ghiaccio, che inizia alla fine di ottobre, di solito si completa alla fine della seconda decade di novembre e termina entro la seconda metà di aprile.
Ci sono alcuni insediamenti nella parte centrale e inferiore del fiume, tra cui: Udžej, Verchnij Kužebar, Šyryštyk, Kartuzskoe, Staraja Kop' (Уджей, Верхний Кужебар, Шырыштык, Картузское, Старая Копь). Vicino ai villaggi di Udžej e Staraja Kop' ci sono i monumenti più orientali della cultura di Tagar. Dal 1835 sono state sviluppate sul fiume delle miniere d'oro.

### Fauna
Si trovano nel fiume pesci della sottofamiglia Salmoninae e Thymallinae, il taimen siberiano, il leucisco, il pesce persico e la bottatrice; lucci, coregoni (Coregonus tugun), storioni e ghiozzi.